# Jörg Wanderer
Jörg Wanderer (* 17. März 1973 als Jörg Dickmann in Olsberg, Nordrhein-Westfalen) ist ein  deutscher Fotograf und Fotokünstler.

## Biographie
Jörg Wanderer wurde 1973 als Jörg Dickmann im sauerländischen Olsberg geboren und wuchs in Nuttlar, Gemeinde Bestwig auf. Nach dem Abitur am August-Macke-Gymnasium in Meschede studierte er an der Hochschule Düsseldorf Sozialpädagogik.
2013 heiratete Dickmann und nahm den Namen Wanderer an. Nach einer fünfjährigen Übergangsphase, in der er Jörg Dickmann als Künstlernamen beibehielt, veröffentlicht er seine fotografischen Arbeiten nunmehr unter dem Namen Jörg Wanderer. Er lebt in München.

## Werke
Im Zuge der 2007 in Düsseldorf begonnenen Bauarbeiten für die Wehrhahn-Linie kleidete ein 26 Meter langes Rheinpanorama von Wanderer das aus Baucontainern bestehende Informationszentrum am Corneliusplatz fotografisch ein.
Im November 2009 veröffentlichte das Fachmagazin Photographie eine Fotostrecke seiner New-York-Aufnahmen, die ebenfalls bei Spiegel Online publiziert wurde.
Seine Fotoreisen führten ihn 2016 u. a. auch nach Israel, dessen Landschaften und Städte er für eine Fotogalerie in Tel Aviv ablichtete.
Geprägt durch die Düsseldorfer Photoschule verbindet Jörg Wanderer Elemente der Neuen Sachlichkeit und des Piktorialismus mit den Mitteln der digitalen Fotografie und modernen Bildbearbeitung und entwickelt so seine individuelle Bildsprache.

## Ausstellungen
- 2014: International Finance Centre, Hong Kong
- 2015: Westfield Bondi Junction, Sydney
- 2016: Neve Tzedek, Tel Aviv
- 2016: EmQuartier, Bangkok
- 2016: Pacific Place, Jakarta
- 2016: Fragrant Harbour Exhibition, Hong Kong
- 2018: 798 Art District, Peking
- 2019: Nuru Gallery, Puerto Portals (Mallorca)[4][5]
- 2024: YellowKorner Gallery, Amsterdam

## Veröffentlichungen
- Jörg Dickmann – YellowKorner Portfolio 15, YellowKorner éditions, Paris 2013, ISBN 978-2-9194-6918-5
- Urban Landscapes, YellowKorner éditions, Paris 2014, ISBN 978-2-9194-6942-0